# 2MASS J12373919+6526148
2MASS J12373919+6526148 ist ein Brauner Zwerg im Sternbild Drache. Er gehört der Spektralklasse T6.5 an, seine Effektivtemperatur wird auf etwa 800 bis 850 Kelvin geschätzt.